# Hendes Naade, Dragonen
Hendes Naade, Dragonen er en dansk stumfilm fra 1925, der er instrueret af August Blom efter manuskript af Palle Rosenkrantz.
Jf. magasinet Filmen nr. 30/1925 var der stor ståhej i pressen omkring filmen - både fordi en dansk grevinde medvirkede i den slags fjas, og fordi filmen var dårlig. Det fremgår af artiklen, at den stenrige grevinde Musse Scheel havde indskudt 50.000 kr. i produktionen efter at have oprettet et produktionsselskab, som skulle give hende en glansrolle. Efter filmens fiasko forlangte hun negativrullerne udleveret af Schnedler-Sørensen og Hr. Vogelius, der ledede Fotorama. Hun fik sin vilje efter trussel om retssag.

## Handling
Denne artikel mangler et handlingsreferat. Hjælp os med at skrive det.

## Medvirkende
- Musse Scheel - Enkegrevinde Sparre
- Rasmus Christiansen - Kammerjunker v. Næsenstjerne, grevindens svoger
- Agnes Rehni - Frk. Gummesen, godsinspektrice
- Agis Winding - Anne Ermegaard, grevindens niece og arving
- Gudrun Eclaire - Anette Sperling, den rigtige præstegårdsfrøken
- Knud Almar - Løjtnant Curt v. Essen/Præstegårdsfrøken
- Sigurd Langberg - Polsk landarbejder
- Karen Langberg - Frk. Klemmesen, forvalterske
- Ellen Nimb